# Meromyzobia pedicelata
Meromyzobia pedicelata är en stekelart som beskrevs av Gordh 1987. Meromyzobia pedicelata ingår i släktet Meromyzobia och familjen sköldlussteklar. Inga underarter finns listade i Catalogue of Life.